# 베트남 처녀와 결혼하세요
《베트남 처녀와 결혼하세요》(Getting Married To A Vietnamese Girl)는 한국에서 제작된 이미랑 감독의 2004년 드라마, 코미디, 멜로/로맨스 영화이다. 김기남 등이 주연으로 출연하였고 서정덕 등이 제작에 참여하였다.

## 출연

### 주연
- 김기남
- 강민선
- 신철진

## 기타
- 조명: 김경훈
- 조감독: 김정아
- 녹음: 표용수
- 미술: 김복희